# 尼泊尔共产党 (2006年)
尼泊尔共产党是尼泊尔的一个已不存在的共产主义政党。它成立于2006年，由尼泊尔共产党（团结中心－火炬）分裂形成。比加亚·库马尔是党的总书记，纳伦德拉·曼·凯西是该党的发言人。该党成立不久，便并入尼泊尔共产党（毛主义）。